# Chilocarpus
Chilocarpus là chi thực vật có hoa trong họ Apocynaceae.